# Dinitroaniline
Les dinitroanilines sont une famille de composés organiques de formule C6H5N3O4. Elles sont dérivées à la fois de l'aniline et du dinitrobenzène. Il en existe six isomères : 2,3-dinitroaniline, 2,4-dinitroaniline, 2,5-dinitroaniline, 2,6-dinitroaniline, 3,4-dinitroaniline et 3,5-dinitroaniline.
Les dinitroanilines sont des intermédiaires dans la préparation de divers produits chimiques industriels importants, notamment des colorants et des herbicides.
Les herbicides suivants sont dérivés de dinitroanilines : benfluraline, butraline, clonidine, dinitramine, dipropylène, éthalfluraline, fluchloraline, isopropylène, méthalpropaline, nitraline, oryzalin, pendiméthaline, prodiamine, profluraline et trifluraline.
La 2,4-dinitroaniline peut être préparée par réaction du 2,4-dinitrochlorobenzène avec l'ammoniac ou par hydrolyse acide du 2,4-dinitroacétanilide.
Les dinitroanilines sont explosives et inflammables par la chaleur ou la friction.

## Mode d'action
Les herbicides de la famille des dinitroanilines agissent par inhibition de la division cellulaire, et plus précisément la synthèse des microtubulines nécessaires à la formation des parois cellulaires et au déplacement des chromosomes vers les noyaux des cellules-filles pendant la mitose. La division des cellules est incomplète, les cellules affectées deviennent des cellules multinucléées, conservant des chromosomes nucléaires multiples.